# Pachyseris gemmae
Espèce
Statut de conservation UICN

 NT  : Quasi menacé
Statut CITES
Pachyseris gemmae est une espèce de coraux appartenant à la famille des Agariciidae.